# Dąbie (Zdziłowice)
Dąbie – zniesiona nazwa części wsi Zdziłowice w Polsce, położona w województwie lubelskim, w powiecie janowskim, w gminie Godziszów.